# Accademia scacchistica italiana
L'Accademia scacchistica italiana, in acronimo ASI, è un'associazione che gestisce il movimento problemistico italiano e, dal 1967, organizza il Campionato italiano di soluzione. Fondata nel novembre del 1951 dal maestro Giovanni Ferrantes, venne inserita come unità collaterale nelle attività della Federazione scacchistica italiana (FSI). Dalla sua fondazione sino al 1970 gestì il gioco per corrispondenza.
Originariamente fu chiamata Associazione scacchistica italiana ed era costituita da due sezioni distinte chiamate ASIPS (problemisti e solutori) e ASIGC (giocatori per corrispondenza); dopo quasi vent'anni di attività con 285 tornei organizzati, compresi 21 Campionati italiani, nel febbraio del 1970 la Federazione sciolse la sezione giocatori per corrispondenza. Infatti, l'Associazione scacchistica italiana giocatori per corrispondenza (ASIGC) divenne autonoma conservando lo stesso nome.
Dopo lo scioglimento della sezione giocatori per corrispondenza, l'Associazione venne a poco a poco ricostituita come continuazione della prima dallo stesso fondatore, prendendo in seguito la nuova denominazione di Accademia Scacchistica Italiana (ASI).
Organo ufficiale dell'ASI è la rivista "L'Italia Scacchistica".
La sezione problemisti e solutori dell'ASI si sviluppò dal 1979, a Levico; senza pretese di ufficialità si concretizzò, a Bologna, nel Congresso nazionale dell'8 aprile 1979, con coordinatore Oscar Bonivento. Composta nella maggioranza dai soci dell'Associazione problemistica italiana (API) si proponeva, e si propone, un'opera di affiancamento e di sollecitazione per realizzare alcune iniziative, presenti nello statuto dell'API, ritenute non procrastinabili: Congressi periodici di problemisti e solutori con gare a tavolino, classificazione dei problemisti e solutori, come preteso dal CONI, incontri con squadre straniere, corsi per principianti, Campionati Italiani di composizione.
La sezione problemisti e solutori organizza ininterrottamente, a partire dalla 16ª edizione disputatasi nel 1967, il Campionato italiano di soluzione (rif. albo d'oro Campionati italiani di soluzione). Le prime 15 edizioni, a partire dal 1937 e sino al 1966, furono organizzate dal Gruppo problemistico italiano (GPI).

## Albo d'oro Campionato italiano di soluzione
- 1937 Ferruccio Castiglioni
- 1938 Vincenzo Castaldi
- 1954 Rodolfo Prete
- 1955 Rodolfo Prete
- 1956 Giovanni Garzia
- 1957 Oscar Bonivento
- 1958 Armando Silli
- 1959 Giuseppe Laco
- 1960 Paolo Musolino
- 1961 Oscar Bonivento
- 1962 Paolo Musolino
- 1963 Renato Pinna
- 1964 Oscar Bonivento
- 1965 Alfonso Dipietro
- 1966 Alfonso Dipietro
- 1967 Gianfranco Paganelli
- 1968 Romolo Ravarini
- 1969 Romolo Ravarini
- 1970 Amedeo Mezzetti
- 1971 Romolo Ravarini
- 1972 Romolo Ravarini
- 1973 Valentino Ricci
- 1974 Romolo Ravarini
- 1975 Romolo Ravarini
- 1976 Valentino Ricci
- 1977 Romolo Ravarini
- 1978 Romolo Ravarini
- 1979 Valerio Agostini
- 1980 Ugo Lo Cascio
- 1981 Giuseppe Busti
- 1982 Stefano Mariani
- 1983 Mario Bellegotti
- 1984 Doris Alan Battiston
- 1985 Giordano Fava
- 1986 Alberto Armeni
- 1987 Alberto Armeni
- 1988 Claudio Cesetti
- 1989 Alberto Armeni
- 1990 Claudio Cesetti
- 1991 Alberto Armeni
- 1992 Claudio Cesetti
- 1993 Claudio Cesetti
- 1994 Claudio Cesetti
- 1995 Romolo Ravarini
- 1996 Romolo Ravarini
- 1997 Romolo Ravarini
- 1998 Marco Travasoni
- 1999 Marco Travasoni
- 2000 Claudio Cesetti
- 2001 Claudio Cesetti e Armando Ganzaroli (ex aequo)
- 2002 Marco Guida
- 2003 Claudio Cesetti e Romolo Ravarini (ex aequo)
- 2004 Claudio Cesetti
- 2005 Claudio Cesetti
- 2006 Claudio Cesetti
- 2007 Ivo Fasiori e Stefano Galletti (ex aequo)
- 2008 Claudio Cesetti, Ivo Fasiori e Stefano Galletti (ex aequo)
- 2009 Claudio Cesetti
- 2010 Claudio Cesetti
- 2011 Claudio Cesetti

## Titoli per giocatore
- 15 Claudio Cesetti
- 12 Romolo Ravarini
- 04 Alberto Armeni
- 03 Oscar Bonivento
- 02 Alfonso Dipietro
- 02 Ivo Fasiori
- 02 Stefano Galletti
- 02 Paolo Musolino
- 02 Rodolfo Prete
- 02 Valentino Ricci
- 02 Marco Travasoni